# Torre de la Rosaleda
La Torre de la Rosaleda  est un gratte-ciel multifonction construit à Ponferrada dans la province de Castille et Leon en Espagne de 2004 à 2008.
Sur les 21 000 m2 de surface de plancher de l'immeuble, 6 000 m2 sont occupés par un hôtel.
C'est le plus haut immeuble de Castille et Leon.
L'immeuble de style déconstructivisme a été conçu par Juan Francisco Alavarez Quiros. Il a coûté 28 millions d'euros.